# Herb Ellis
Mitchell Herbert Ellis (Farmersville, 4 agosto 1921 – Los Angeles, 28 marzo 2010) è stato un chitarrista statunitense, tra i più importanti chitarristi jazz degli anni cinquanta.
Ellis raggiunse la massima notorietà grazie alla sua militanza nel trio di Oscar Peterson, dove rimpiazzò Barney Kessel negli anni 1953-1958, Il critico Scott Yanow lo descrive come "un eccellente chitarrista bebop con una sfumatura country".

## Biografia
Ellis iniziò la sua carriera nel 1941 e si fece notare già nel 1943 con l'orchestra Casa Loma prima di passare all'orchestra di Jimmy Dorsey. Uscì da quest'ultima assieme al pianista Lou Carter, e al bassista John Frigo nel 1946, per fondare il trio Soft Winds, con cui rimase fino al 1952. Nel 1953 Ellis ebbe l'occasione di unirsi al trio di Oscar Peterson (il terzo membro era il bassista Ray Brown). Ellis rimase con Peterson fino al 1958, entrando in questo modo nell'orbita dell'impresario Norman Granz, figura centrale di "Jazz at the Philharmonic" della cui sezione ritmica Ellis fu per lungo tempo un membro permanente. Fra le sue numerose collaborazioni successive si ricordano quelle con Ella Fitzgerald, Julie London e il gruppo The Great Guitars che fondò assieme a Barney Kessel, Charlie Byrd e Tal Farlow. Ellis ebbe anche una lunga carriera come musicista di studio.
Colpito dalla malattia di Alzheimer, Herb Ellis morì nel 2010 all'età di 88 anni.

## Strumenti utilizzati
Ellis utilizzava per lo più chitarre Gibson ES 175, ed ES 165, oltre a strumenti modello Aria Pro II da lui firmate.

## Discografia

### Album (Leader o Co-leader)
- 1956 – Ellis in Wonderland (Norgran Records, MG N-1081)
- 1958 – Nothing but the Blues (Verve Records, MG V-8252)
- 1959 – Herb Ellis Meets Jimmy Giuffre (Verve Records, MG V/V6-8311) a nome Herb Ellis Meets Jimmy Giuffre
- 1961 – Thank You, Charlie Christian (Verve Records, MG V/V6-8381) a nome The Herb Ellis Quintet
- 1962 – Softly...but with That Feeling (Verve Records, V/V6-8448)
- 1963 – The Midnight Roll (Epic Records, LA 16034/BA 17034) a nome Herb Ellis and The All-Stars, ripubblicato nel 1974 dalla Epic Records con il titolo Herb Ellis and The All-Stars
- 1963 – Three Guitars in Bossa Nova Time (Epic Records, LA 16036/BA 17036)
- 1963 – 4 to Go! (Columbia Records, CL 2018/CS 8818) a nome André Previn, Herb Ellis, Shelly Manne, Ray Brown
- 1963 – Together! (Epic Records, LA 16039/BA 17039) a nome Herb Ellis & Stuff Smith
- 1965 – Guitar/Guitar (Columbia Records, CL 2330/CS 9130) a nome Herb Ellis, Charlie Byrd
- 1966 – Man with the Guitar (Dot Records, DLP 3678/DLP 25678)
- 1970 – Hello Herbie (MPS Records, MPS 15262) Pubblicato in Germania, a nome The Oscar Peterson Trio with Herb Ellis
- 1974 – Jazz/Concord (Concord Jazz Records, CJ-1) Live, a nome Herb Ellis, Joe Pass, Ray Brown, Jake Hanna
- 1974 – Seven, Come Eleven (Concord Jazz Records, CJ-2) Live, a nome Herb Ellis & Joe Pass also Featuring Jake Hanna & Ray Brown
- 1974 – Herb Ellis & Ray Brown's Soft Shoe (Concord Jazz Records, CJ-3) a nome Herb Ellis & Ray Brown
- 1974 – Two for the Road (Pablo Records, 2310714) a nome Herb Ellis, Joe Pass
- 1975 – Great Guitars (Concord Jazz Records, CJ-4) a nome Charlie Byrd, Barney Kessel, Herb Ellis
- 1975 – After You've Gone (Concord Jazz Records, CJ-6) Live, a nome Herb Ellis, Harry Sweets Edison, Jake Hanna, Plas Johnson, George Duke
- 1975 – Rhythm Willie (Concord Jazz Records, CJ-10) a nome Herb Ellis and Freddie Green
- 1975 – In Session with Herb Ellis (Guitar Player Productions, P 12667)
- 1976 – A Pair to Draw To (Concord Jazz Records, CJ-17) a nome Herb Ellis & Ross Tompkins
- 1977 – Poor Butterfly (Concord Jazz Records, CJ-34) a nome Barney Kessel - Herb Ellis
- 1978 – Herb (CBS/Sony Records, 25AP 867) Pubblicato in Giappone
- 1978 – Windflower (Concord Jazz Records, CJ-56) a nome Herb Ellis - Remo Palmier
- 1978 – Great Guitars/Straight Tracks (Concord Jazz Records, CJD-1002) a nome Charlie Byrd, Herb Ellis, Barney Kessel
- 1979 – Soft & Mellow (Concord Jazz Records, CJ-77)
- 1980 – Herb Ellis at Montreux Summer 1979 (Concord Jazz Records, CJ-116)
- 1981 – Trio (Concord Jazz Records, CJ-136) a nome Monty Alexander, Ray Brown, Herb Ellis
- 1981 – Interplay (Concord Jazz Records, CJ-137) a nome Cal Collins, Herb Ellis
- 1982 – Herb Mix (Concord Jazz Records, CJ-181) a nome The Herb Ellis Trio
- 1982 – Triple Treat (Concord Jazz Records, CJ-193) a nome Monty Alexander, Ray Brown, Herb Ellis
- 1983 – Great Guitars at Charlie's Georgetown (Concord Jazz Records, CJ-209) a nome Charlie Byrd, Barney Kessel, Herb Ellis
- 1983 – Jazz at the Philharmonic Blues in Chicago 1955 (Verve Records, 815 155 1) a nome Oscar Peterson, Illinois Jacquet, Herb Ellis
- 1983 – Didn't We .. (Andy Annbridge Productions, 140284) Pubblicato nei Paesi Bassi a nome Corina Garrett, Featuring Herb Ellis
- 1984 – Overseas Special (Concord Jazz Records, CJ-253) a nome Monty Alexander, Ray Brown, Herb Ellis
- 1984 – When You're Smiling(Atlas Records, LA27-1029) a nome Herb Ellis Quartet
- 1986 – Anniversary in Paris (Phoenix Records, PEB 2003) Pubblicato in Svizzera, a nome Marc Hemmeler, Herb Ellis
- 1988 – Triple Treat II (Concord Jazz Records, CJ-338) a nome Monty Alexander, Ray Brown, Herb Ellis with Special Guest John Frigo
- 1989 – Doggin' Around (Concord Jazz Records, CJ-372) a nome Herb Ellis & Red Mitchell
- 1989 – Triple - Treat - III (Concord Jazz Records, CCD-4394) a nome Monty Alexander, Ray Brown, Herb Ellis with Special Guest John Frigo
- 1990 – Rhythm Willie (Concord Jazz Records, CCD-6010) a nome Herb Ellis & Freddie Green
- 1991 – Roll Call (Justice Records, JR 1001-2)
- 1992 – Kings of Swing (Contemporary Records, CCD-14067-2) a nome Terry Gibbs,Buddy DeFranco, Herb Ellis Sextet
- 1992 – Texas Swings (Justice Records, JR 1002-2)
- 1994 – The Jazz Masters (AIM Records, 1039 CD) Pubblicato in Australia, a nome Herb Ellis, Ray Brown, Serge Ermoll
- 1996 – The Return of the Great Guitars (Concord Jazz Records, CCD-4715-2) a nome Charlie Byrd, Herb Ellis, Mundell Lowe with Special Guest Larry Coryell
- 1996 – Down-Home (Justice Records, JR 1003-2)
- 1997 – Herb Ellis Meets T.C. Pfeiler (Tonewheel Records, TWR 199701) Pubblicato in Austria, a nome Herb Ellis, T.C. Pfeiler
- 1998 – An Evening with Herb Ellis (Jazz Focus, JFCD 019)
- 1998 – Burnin' (Acoustic Music Records, AMC 1164) Pubblicato in Germania
- 1998 – Blues Variations (Live At EJ's, JLR 103.502)
- 1998 – Joe's Blues (Laserlight Digital Records, 21094) a nome Joe Pass with Herb Ellis
- 1999 – Conversations in Swing Guitar (Stony Plain Records, SPCD 1260) pubblicato in Canada, Duke Robillard and Herb Ellis
- 2001 – Great Guitars Live (Concord Records, CCD2-4958-2) Doppio CD Live, a nome Charlie Byrd, Barney Kessel, Herb Ellis
- 2002 – Tenderly (Just A Memory, JAM 9147-2) Pubblicato in Canada, a nome Oscar Peterson with Herb Ellis & Ray Brown
- 2003 – More Conversations in Swing Guitar (Stony Plain Records, SPCD 1292) Pubblicato in Canada, a nome Duke Robillard and Herb Ellis
- 2003 – Vancouver, 1958 (Just A Memory, JAM 914) Pubblicato in Canada, a nome Oscar Peterson Trio with Herb Ellis & Ray Brown
- 2007 – Swingin' on a Star (Promo Sound Ltd., CD 737) Pubblicato in UK, raccolta a nome Oscar Peterson Featuring Barney Kessel, Herb Ellis & Ray Brown